# Saint-Georges-sur-Moulon
Saint-Georges-sur-Moulon ist eine französische Gemeinde mit 722 Einwohnern (Stand: 1. Januar 2022) im Département Cher in der Region Centre-Val de Loire. Sie gehört zum  Arrondissement Bourges und zum Kanton Saint-Martin-d’Auxigny.

## Geographie
Saint-Georges-sur-Moulon liegt etwa elf Kilometer nordnordöstlich von Bourges in der Sologne am namengebenden Fluss Moulon. Umgeben wird Saint-Georges-sur-Moulon von den Nachbargemeinden Saint-Martin-d’Auxigny im Norden und Nordwesten, Quantilly im Nordosten, Vignoux-sous-les-Aix im Osten, Pigny im Osten und Südosten, Fussy im Süden sowie Vasselay im Westen und Südwesten.

## Bevölkerungsentwicklung
| Jahr                       | 1962 | 1968 | 1975 | 1982 | 1990 | 1999 | 2006 | 2017 |
| Einwohner                  | 315  | 362  | 414  | 524  | 645  | 667  | 734  | 696  |
| Quellen: Cassini und INSEE |      |      |      |      |      |      |      |      |

## Sehenswürdigkeiten
- Menhir Pierre à la Femme, Monument historique
- Reste eines römischen Aquädukts
- Kirche
- Schloss Les Granges aus dem 14. Jahrhundert

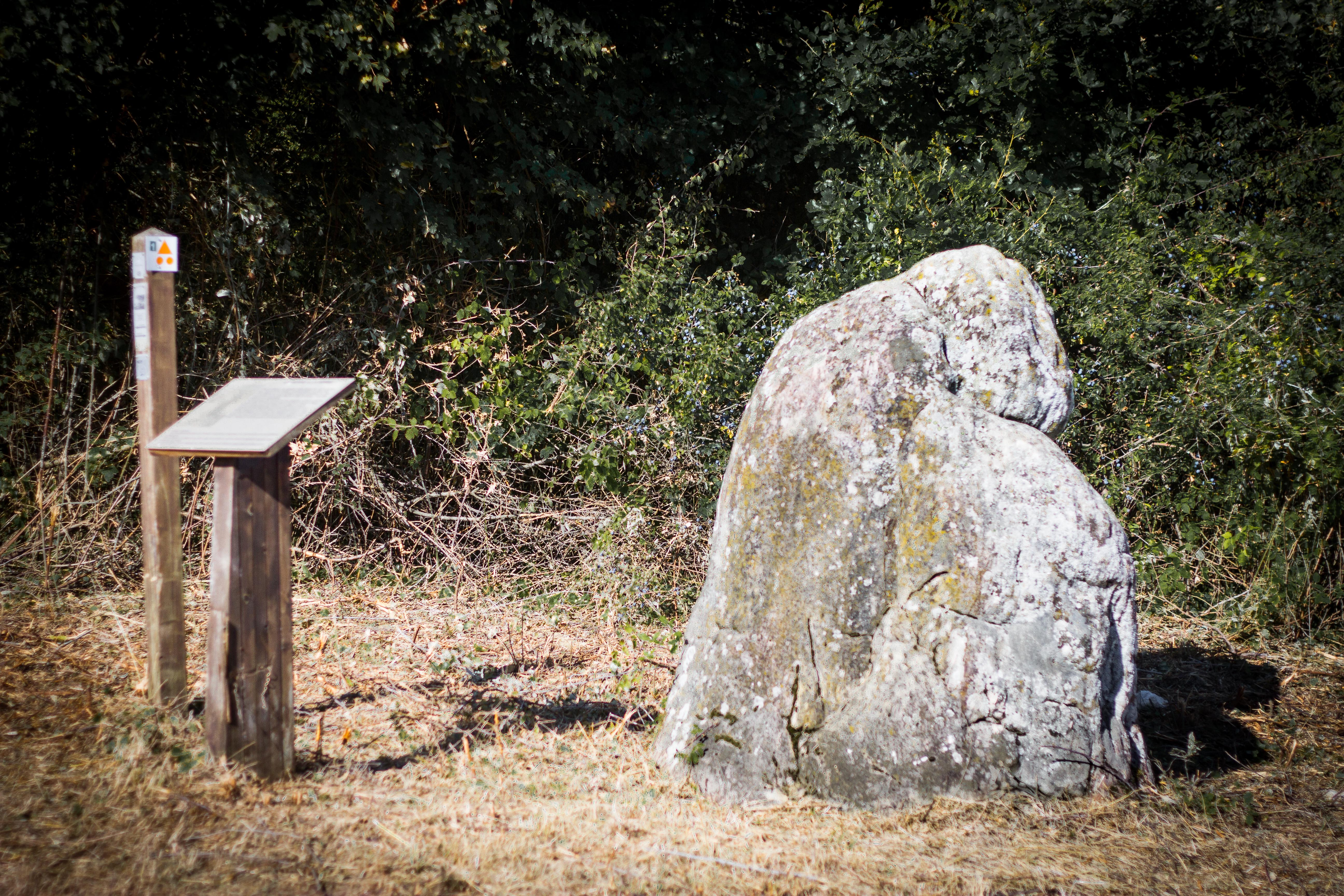
Menhir Pierre à la Femme

- Wassermühle